# Nagornoje (Kaliningrad, Prawdinsk)
Nagornoje (russisch Нагорное, deutsch Perkappen) ist ein Ort in der russischen Oblast Kaliningrad (Gebiet Königsberg (Preußen)) und gehört zur Domnowskoje selskoje posselenije (Landgemeinde Domnowo (Domnau)) im Rajon Prawdinsk (Kreis Friedland (Ostpr.)).

## Geographische Lage
Nagornoje liegt zwei Kilometer nordwestlich von Domnowo (Domnau) an einer Nebenstraße, die über Rasdolnoje (Warnigkeim) direkt in den Ort führt. Bis 1945 war Domnau die nächste Bahnstation an der Bahnstrecke von Königsberg (heute russisch: Kaliningrad) nach Angerburg (heute polnisch: Węgorzewo), die aber nicht mehr in Betrieb ist.

## Geschichte
Die ehemals Perkappen genannte Landgemeinde gehörte 1874 zu den neun Kommunen (Gutsbezirke und Landgemeinden), die den neu errichteten Amtsbezirk Schloß Domnau (ab 1930 Amtsbezirk Groß Klitten, russisch: Tscherjomuchowo) bildeten. Er gehörte bis 1927 zu dem in Landkreis Bartenstein (Ostpr.) umbenannten Kreis Friedland im Regierungsbezirk Königsberg der preußischen Provinz Ostpreußen.
In Perkappen wurden 1910 zehn Einwohner gezählt. Am 1. April 1929 verlor die Landgemeinde ihre Selbständigkeit und wurde in die Stadtgemeinde Domnau (Domnowo) eingemeindet.
Infolge des Zweiten Weltkrieges kam das nördliche Ostpreußen und mit ihm Perkappen zur Sowjetunion. Perkappen wurde im Jahr 1947 in „Nagornoje“ umbenannt und war bis zum Jahre 2009 in den Domnowski sowjet (Dorfsowjet Domnowo (Domnau)). Seither ist der Ort aufgrund einer Struktur- und Verwaltungsreform eine als „Siedlung“ (russisch: possjolok) eingestufte Ortschaft innerhalb der Domnowskoje selskoje posselenije (Landgemeinde Domnowo) im Rajon Prawdinsk.

## Kirche
In Perkappen lebte vor 1945 überwiegend eine Bevölkerung evangelischer Konfession. Das Dorf war in das Kirchspiel Domnau (russisch: Domnowo) eingepfarrt und gehörte zum Kirchenkreis Friedland (heute russisch: Prawdinsk), dann zum Kirchenkreis Bartenstein (heute polnisch: Bartoszyce) in der Kirchenprovinz Ostpreußen der Kirche der Altpreußischen Union.
Auch heute besteht ein kirchlicher Bezug von Nagornoje nach Domnowo, zu dessen Einzugsbereich der Ort heute zählt. Domnowo ist Filialgemeinde der Auferstehungskirche in Kaliningrad (Königsberg) in der Propstei Kaliningrad der Evangelisch-Lutherischen Kirche Europäisches Russland (ELKER).